# Josef Procházka (betlémář)
Josef Procházka (12. září 1899 Střítež – 28. prosince 1971 Třebíč) byl český výtvarník – betlemář, starosta obce Střítež a předseda starostenského sboru Třebíč (obdoba krajského hejtmana).

## Biografie
Josef Procházka se narodil 12. září 1899 v obci Střítež v rodině místního sedláka. Studoval na třebíčském reálném gymnáziu. Studium přerušil a od 17 let bojoval v první světové válce na straně Rakouska-Uherska. Zúčastnil se bojů v Itálii u řeky Piava, kde ze 6000 vojáků přežilo pouze 400.
Autentický zápis z rodinné kroniky Rodu Procházků ze Stříteže: Když rakouská armáda prorazila italskou frontu, postupovala do severní Itálie. Jako rezerva jsme rychle postupovali pěšky až do města Conegliano. Odtud jsme odbočili doprava směrem k řece Piava. Po krátkém odpočinku jsme nastoupili službu v zákopech na levém břehu řeky Piava, naproti kopci Montelo (?). 26. června 1918 jsme byli vystřídáni tzv. „Sturmbatalionem“ a zůstali jsme v rezervě. Tak asi po půlnoci byla dělostřelecká příprava „Tromefeuer“, bubnová palba, která měla za úkol připravit cestu přes řeku na druhý břeh. I my jsme se přepravovali na pontonech na druhý břeh a na kopci Montelu (?) jsem se sešel s Josefem Dvořákem a Antonínem Zvěřinou. Kolem nás přešlo do zajetí asi 7 chlapců – mladých italských legionářů od bývalého jejich pluku 33. Radili jsme jim, aby se hleděli dostat zpět. Ale oni se nám smáli, že jdou za maminkou. Když jsme za několik dní museli ustoupit opět na druhý břeh a při přechodu přes Conegliano jsme viděli všechny tyto chlapce oběšené na lípách co vroubily cestu ke Congelianu. Při přechodu zahynulo mnoho našich vojáků utonutím. Nechtěli čekat na ponton a jak dobře plavali, chtěli toto rameno řeky přeplavat. Avšak jakmile doplavali doprostřed byli staženi prudkým studeným tokem a utonuli, neboť Piava je horská řeka velmi dravá. Mnozí z těchto nešťastníků, chtěli se zachránit a hleděli se zachytit pontonu, který převážel prchající vojáky. Jakmile se přiblížili k pontonu, maďarští vojáci, kteří obsluhovali ponton je omráčili pažbou a oni utonuli. Když jsem se na pontonu přepravil na druhý břeh, viděl jsem hlavu na hlavě zápasit o záchranu. Avšak marno. Všichni utonuli. Vždyť i maďarští důstojníci hleděli se přebrodit na koních. Jakmile přešli doprostřed řeky, kůň se s nimi převrátil a také utonuli. Když jsme se vrátili zůstalo nás z celého pluku, který v té válečné době činil 5.000 až 6.000 mužů asi 400 mužů. Odešli jsme do zázemí, kde jsme byli doplňováni.
Po návratu z fronty dokončil studium na gymnáziu a začal hospodařit na rodinném statku. V roce 1930 byl zvolen do obecního zastupitelstva a ve svých 33 letech se stal starostou obce Střítež. Tuto funkci zastával až do roku 1945, kdy k moci nastoupili komunisté a Josef Procházka byl perzekvován. Půl roku byl ve vězení – v Praze Na Pankráci.
Josef Procházka byl velmi aktivní, za svého života působil v místním hasičském sboru, psal rodinnou kroniku a společně s akademickým malířem Jiřím Dvořákrm působil v amatérském divadle. Celoživotním dílem Josefa Procházky je namalování betlému, betlém maloval 40 let. Za tu dobu vytvořil několik stovek malovaných figurek a řadu malovaných staveb. Betlém Josefa Procházky byl na několika výstavách – např. v r. 2008 v Rakousku, v Lilienfeldu, v Třebíči – kulturní dům Střítež. Poslední výstava byla v Muzeu Třebíč r. 2021. Josef Procházka zemřel v Třebíči dne 28. prosince 1971.
Josef Procházka je čestným občanem obce Střítež u Třebíče.